# Body-psychoterapie
Body-psychoterapie, česky uváděná také jako psychoterapie zaměřená na tělo, je souhrnný název pro psychoterapeutické přístupy, které jsou postaveny na předpokladu funkční psychické a tělesné jednoty v osobnosti člověka a na možnosti přímé práce s tělem. Cíle body-psychoterapie jsou stejné jako klasické psychoterapie, tj. uspokojivější prožívání klienta. Hlavními nástroji jsou též rozhovor a terapeutický vztah. Body-psychoterapie ovšem umožňuje zahrnout také  přístupy zaměřené na hlubší uvědomování si tělesného prožívání nebo práci s dotekem, dechem a pohybem. Do body-psychoterapie dnes patří desítky přístupů. Body-psychoterapie může být využívaná jak v individuální, tak ve skupinové psychoterapii.

## Historie a vývoj
Počátky body-psychoterapie jsou spojeny především s prací psychoanalytika Wilhelma Reicha, dlouhodobého studenta Sigmunda Freuda. Reich si všiml, že obranné mechanismy se projevují také tělesně a nazval to „svalovým pancířem“ (resp. krunýřem), s kterým dál tělesně pracoval. Reich vytvořil rámec konceptů a technik, které zahrnují práci jak s tělem, tak s mysli pro účely psychoterapie. Ty položily základy jeho terapeutického konceptu analýzy charakteru a metody zvané vegetoterapie.
Reichova práce inspirovala vznik dalších psychoterapeutických směrů, např. bioenergetickou analýzu Alexandra Lowena, biodynamickou body-psychoterapii Gerdy Boyesen, biosyntézu Davida Boadelly, Hakomi terapii Rona Kurtze, core-energetickou psychoterapii Johna Pierrakose aj.
V porovnání s technikami bodyterapií nebo technikami práce s tělem (angl. bodywork), kam můžeme počítat např. Feldenkraisovu metodu, Alexandrovu techniku, Rolfing, kraniosakrální terapii, fyzioterapii a mnoho dalších, zahrnuje body-psychoterapie obvyklé aspekty psychoterapie, jako jsou psychologické obsahy mysli, terapeutický vztah, vývojová teorie, teorie psychopatologie, teorie procesu atd.
Evropská asociace pro body-psychoterapii (European Association for Body Psychotherapy - EABP), která je členem Evropské asociace pro psychoterapii (European Association for Psychotherapy - EAP), sdružuje různé instituty zaměřené na využití těla a tělesného prožívání v psychoterapii, poskytuje etický kodex, vydává mezinárodní časopis, pořádá konference, zaměřuje se na výzkum, garantuje odbornou kvalitu výcviků registrovaných institutů. Podobné nadnárodní asociace existují také v Severní a Jižní Americe a v Austrálii.
V rámci celé psychoterapie je body-psychoterapie ale stále spíše okrajovou záležitostí. Prvotní překážka bránící jejímu širšímu přijetí nesouvisí s její malou účinností, ale spíše s odporem na straně terapeuta. I když klienti většinou přijmou proceduru, protože na vlastní kůži zakusí její přínos, mnoho odborníků, zabývajících se duševním zdravím, cítí odpor k technikám spojeným s intenzivními emocionálními projevy. Řešení může vězet v uznání pravdivosti Reichových slov o tom, že průlom v terapii vyžaduje konfrontaci s bolestí, zakódovanou ve vzpomínkách a v tělech; řečeno současným jazykem: nic není zadarmo.

## Základní koncepty body-psychoterapie
- Vtělená mysl (angl. bodymind) – základním konceptem body-psychoterapie je propojenost těla a mysli, tedy myšlenek, emocí, tělesných zážitků  a vjemů, do jednoho funkčního celku. Během terapie mohou být zapojeny všechny tyto části pro dosažení celostního efektu.
- Opancéřování a charakter – Reich věřil, že tělo vytváří svalovou tenzi/rigiditu, tj. pancíře, aby se chránilo od emoční a fyzické bolesti. Tyto pancíře pak přispívají k vývoji charakterového typu (Reich identifikoval 6 charakterových typů[4]).
- Energie – koncept energie, potažmo životní energie, je ústřední pro body-psychoterapii. Energie uchovávána v těle a uvolňovaná z něj hraje roli v tom, jak lidé zacházejí sami se sebou, jak prožívají bolest, jak interagují se světem. Body-psychoterapeuti si při práci s klientem všímají toku energie, pulzace svalů, jejich kontrakce nebo pracují s energetickým nabitím a vybitím organismu.
- Tělová paměť – dalším z konceptů, se kterými body-psychoterapie pracuje, je premisa, že vzpomínky jsou uloženy v těle a tedy že  některé traumatické vzpomínky mohou být také zpracovány skrze práci s tělem.[2]

## Techniky používané v body-psychoterapii
Stejně jako v klasické psychoterapii, nejdůležitějšími technikami v body-psychoterapii je rozhovor a vztah mezi terapeutem a klientem. Na prvním setkání se terapeut bude zajímat o klientovu situaci, historii, vztahy apod. Bude sledovat zároveň i klientovo tělo, jeho stavbu, drobné pohyby. Když se stanoví cíl terapie, může terapeut použit různé techniky, které zvýší pozornost klienta jak k tělu, tak k mysli. Využité techniky by měly odpovídat potřebám klienta a jeho schopnostem vhledu a soustředění pozornosti.
Terapeuti mohou používat kromě rozhovoru například techniky jako:
- Centering – terapeut pomáhá klientovi soustředit pozornost dovnitř a tím ke stabilizaci jeho prožívání
- Grounding – terapeut vede klienta, aby se soustředil na své tělo a na kontakt těla s podložkou.
- Dotek – terapeut může dotekem upozornit klienta na napětí, povzbudit relaxaci či podpořit klientovou zkušenost zvykání si na bezpečný dotek. Práce s dotekem může zahrnovat techniky od povzbuzujícího doteku ruky na ramenou až po biodynamické masáže. Práce s tělem může zahrnovat i pohybové techniky.
- Expresivní techniky – terapeut napomáhá klientovi, aby si dovolil následovat impulsy v těle a plně je vyjádřil pohybem, zvukem atd.
- Techniky zvyšující energetické nabití – a tím dosáhnout, aby se začaly vynořovat nové psychické obsahy nebo objevovat impulsy v těle, např. pomocí bioenergetických cvičení,
- Práce s dechem – vychází z předpokladu, že lidé zatajují dech, když chtějí zablokovat své pocity, dechové techniky tak podporují klienta v propojení se se svými emocemi.
- Kompenzační techniky – ty dovolují klientovi získat korektivní pozitivní emoční prožitky týkající se vývojových období, která neproběhla pro klienta optimálně. V rámci těchto technik se klient může vědomě a dočasně vrátit k dětskému prožívání.

## Účinnost body-psychoterapie
Meta-analýza Rosendahl S, Sattel H a Lahmann C (2021) napříč 18 vědeckými studiemi shrnuje, že body-psychoterapie je užitečná pro široké spektrum psychických obtíží a zdůrazňuje potřebu dalšího zkoumání účinků pro jasně definované diagnostikované nemoci.
Jednou z dalších zajímavých studií je Kaschke, M. (2008), která zkoumala účinnost body-psychoterapie na vzorku 342 pacientů za období od 1998 do 2005. Studie se zúčastnili terapeuti pracujících v 8 body-psychoterapeutických přístupech (Hakomi Experiential Psychology, Unitive Psychology; Biodynamic Psychology, Bioenergetic Analysis, Client-Centred Verbal and Body Psychotherapy GFK, Institute for Integrative Body Psychotherapy IBP, Swiss Institute for Body-Oriented Psychotherapy SIKOP, International Institute for Biosynthesis IIBS). Studií byl prokázán pozitivní účinek body-psychoterapie v léčbě úzkosti, deprese, interpersonálních obtíží a psychosomatických problémů. Podstatné zlepšení nastálo po 6 měsících terapie, přičemž čím déle terapie trvala, tím výraznější bylo zlepšení.

## Rizika a omezení
Body-psychoterapie existuje již více než 70 let a postupně získává uznání jakožto užitečná psychoterapeutická metoda. Ačkoliv využití doteku v psychoterapii má své přednosti a přínosy, nese s sebou také rizika. A tedy vyžaduje integritu osobnosti psychoterapeuta a důvěru mezi klientem a psychoterapeutem.
Práce s tělem může také vést k oživení raných emočních zkušeností a traumat, proto je potřeba pracovat se zkušeným certifikovaným psychoterapeutem, aby byl klient chráněn proti potenciální re-traumatizaci.